# Robert N. Thompson
Robert Norman Thompson, né le 17 mai 1914 à Duluth (Minnesota) et mort le 16 novembre 1997 à Fort-Langley, est un chiropraticien, éducateur et homme politique canadien, notamment chef du Parti Crédit social du Canada. Il est récipiendaire de l'Ordre du Canada.

## Biographie
Né à Duluth (Minnesota) de parents canadiens, lui et sa famillent s'installent au Canada en 1918. Il est élevé en Alberta où il termine ses études à la Palmer School of Chiropractic en 1939 (Bachelor of Science) et travaille comme chiropracticien, puis comme enseignant avant de servir dans l'Aviation royale du Canada durant la Seconde Guerre mondiale.
Il est un partisan du Parti Crédit social de l'Alberta dès sa création, mais ne peut être candidat lors de l'élection provinciale de 1935 parce qu'il est mineur. Il devient plutôt chef de l'aile jeunesse du parti.
En 1944, Thompson est envoyé en Éthiopie pour servir à titre de commandant fondateur de l'Aviation impériale éthiopienne et diriger l'académie d'aviation du pays. Il devient un confident de l'empereur Hailé Sélassié Ier et, après la guerre, il devient sous-ministre de l'éducation et aide à reconstruire le système scolaire publique dans ce pays.
Thompson revient au Canada en 1958 et reprend ses activités au sein du Crédit social. Le premier ministre de l'Alberta et chef du Parti Crédit social de l'Alberta, Ernest Manning, voit en Thompson la personne idéale pour diriger le Parti Crédit social du Canada et l'appuie dans une course à l'investiture chaudement disputée contre Réal Caouette, chef de l'aile québécoise du mouvement. Thompson remporte le vote, mais certains croient que Caouette aurait en fait gagné plus de votes et aurait été rejeté par la puissante aile albertaine du parti. Manning avait déclaré auparavant au congrès que les créditistes albertains n'accepteraient jamais un francophone catholique comme chef national. Après l'élection fédérale de 1962, Thompson nomme Caouette au poste de chef adjoint du parti. Il n'a guère le choix : 26 des 30 députés créditiste élus lors de cette élection sont élus au Québec. Thompson est réélu lors de l'élection de 1963 et l'élection de 1965.
Les élections de 1962 et 1965 produisent des gouvernements minoritaires dans lesquels aucun parti ne détient la majorité des sièges, ce qui oblige le gouvernement à solliciter l'appui des plus petits partis comme le Crédit social afin de faire adopter ses projets de loi et demeurer au pouvoir.
Après l'élection de 1962, le Parti Crédit social est divisé : la majorité du caucus vient du Québec et considère Réal Caouette comme son chef. Le nombre des créditistes au Canada anglais est en déclin. Toutefois, Thompson refuse de céder sa place de chef du parti à Caouette. Cette tension engendre finalement un schisme au sein du parti : la plupart des députés créditistes québécois suivent Caouette lorsqu'il quitte le parti pour former le Ralliement créditiste en 1963.
Thompson est frustré du peu de soutien accordé au parti national par les partis créditistes provinciaux en Alberta et en Colombie-Britannique, où ils forment des gouvernements majoritaires et disposent de puissantes machines électorales. De plus, Manning s'inquiétait de la dérive vers la gauche autant du Parti libéral du Canada et du Parti progressiste-conservateur du Canada, et encourage Thompson à tenter de négocier une fusion du Crédit social avec le Parti progressiste-conservateur. Les négociations se soldent par un échec ; toutefois, avec l'appui de Manning et de Robert Stanfield, Thompson décide d'être candidat du Parti progressiste-conservateur pour tenter d'influencer ce parti. Il démissionne du poste de chef du Crédit social en mars 1967 et remporte l'investiture du Parti conservateur dans Red Deer, en Alberta, malgré l'opposition de l'association de circonscription. Il est réélu en tant que député progressiste-conservateur lors de l'élection de 1968.
Il représente la Canadian Anti-Communist League à Taïwan en 1967 lors de la première conférence annuelle de la World Anti-Communist League (WACL) et préside ensuite le chapitre canadien de cette association.
Avant l'élection de 1972, Thompson s'installe en Colombie-Britannique afin d'y enseigner et tente de se faire élire dans cette province, mais il est défait. Il se retire de la politique et enseigne les sciences politiques au Trinity Western University durant les années 1970. À différents moments, il sert également à titre de président du conseil des gouverneurs de l'université ainsi que vice-président du développement.

## Citation
« Les Américains sont nos meilleurs amis, qu'on le veuille ou non. » (The Americans are our best friends, whether we like it or not.)

## Archives
Il y a un fonds Robert Norman Thompson à Bibliothèque et Archives Canada. Le numéro de référence archivistique est R7105. Il y a aussi un fonds Robert Norman Thompson à l'Université Trinity Western.

## Source
- (en) Cet article est partiellement ou en totalité issu de l’article de Wikipédia en anglais intitulé « Robert N. Thompson » (voir la liste des auteurs).